# Гърмящ живак
Гърмящият живак (живачен фулминат) – Hg(CNO)2 е иницииращо взривно вещество, сол на фулминовата киселина. Представлява бял или сив кристален прах, неразтворим във вода. Открит е през 1799 г. от английския химик Хоуард.

## Характеристики
- Плътност – 4,3 г/см3.
- Сладък металически вкус.
- Отровен.
- Топлина на разлагане – 1,8 МДж/кг.
- Температура на избухване – 180 °C.
- Лесно взривим при удар, пламък.
- При бавно нагряване се разтапя постепенно.
- При 130 – 150 °C се самовъзпламенява с взрив.
- При навлажняване се намалява взривоопасността.
- Разтворимост – добра във водни разтвори на амоняк и цианкалий.
- Концентрирана сярна киселина предизвиква взрив от една капка.

## Получаване
Получава се при взаимодействие на етилов спирт с разтвор от живак и концентрирана азотна киселина.
Първо се разтваря живакът в азотната киселина като се следи за отвеждането на температурата от реакцията, след което полученият разтвор се смесва с етиловия алкохол.
Гърмящият живак е живачна сол на гърмящата (фулминовата) киселина Н-О-N- С. Известни са и други метални соли на тази киселина с взривни свойства, но те не са намерили практическо приложение, поради голямата си чувствителност към външни въздействия и високата си цена. Солите на гърмящата киселина се наричат фулминати. Оттук и правилното название на гърмящия живак с живачен фулминат.
Самата газообразна фулминова киселина също притежава взрив ни свойства, но не се употребява като взривно вещество поради силната ѝ отровност и поради това, че почти не се намира в свободно състояние.
За пръв път гърмящият живак е бил получен в 1799 г. от Хоуард, а практическо приложение намира през 1815 г. в капсул-възпламенителите и през 1865 г. в кансул-детонаторите.
Формулата му Н(ONC), е установена чрез изследванията на Неф (1894 г.)
Свойства на гърмящия живак. 
Гърмящия живак е ситно кристално вещество със сладък метален вкус.
Техническият гърмящ живак може да има сив или бял цвят. Разликата в цветовете, се дължи на наличието на следи от органични смолисти, примеси (продукти от полимеризация) в сивия гърмящ живак, разпръснати по повърхността на кристалите.
Двете модификации имат сходни взривни свойства, по на практика, се използува белият гърмящ живак.
Относителната плътност на гърмящия живак е 4,4, насипната му плътност около 1.2 g/cm³, а плътността при пресоване 3 до 4 g/cm³. 
Практически нехигроскопичен и слабо разтворим във вода (при 12 С в 100 g вода се разтварят 0.07 g ). При овлажняване губи взривните си свойства, при 10% влажност гори, без да детонира, при 30% дори не се пали и затова се съхранява под вода за по-голяма безопасност. При кипене във вода гърмящият живак се разлага. В обикновени органични разтворители не се разтваря, но добре се разтваря във водни разтвори на амоняк и цианкалий. Концентрираните основи и киселинии разлагат гърмящия живак, а концентрираната сярна киселина предизвиква взривяването му.
С никел, олово и калай гърмящият живак практически не взаимодейства. С медта в присъствие на влага взаимодейства бавно с образуване на меден фулминат Cu(ONC), който с по-чувствителен към триене от гърмящия живак. С алуминия, гърмящият живак взаимодейства много енергично при което, се отделя значително количество топлина и се образуват невзривни съединения, поради което, никога не трябва да се пресова в алуминиеви чашки.
Химическата устойчивост на гърмящия живак е достатъчна, за неговото практическо използване. При ниски температури той с напълно устойчив, при продължително изгряване до 50 С не се разлага, а при нагряване до 90 С разлагането му става забележимо след 35 часа
Взривни свойства
Температурата на избухване на гърмящия живак е около 170 С. Той е най-чувствителното иницииращо ВВ използвано в практиката.
Чувствителността на гърмящия живак към удар, при изпитване на капьор с тежест 690 г. се характеризира със следните данни:
Горна граница на чувствителност 85 мм.
Долна 55 мм.
Чувствителността на гърмящия живак към набождане и огнен лъч се изменя рязко в зависимост от степента на запресоване. Той е достатъчно чувствителен към набождане и границите на налягане на пресоване от 500 до 1000 kgf/cm² (което съответства на плътност 3.65 4.00 р/см³), а от огнен лъч при налягане на пресоване над 500 kgf/cm² не детонира, а само гори. Понижаването на температурата му води и до понижаване на чувствителността. Затова гърмящият живак е непригоден за работа при ниски температури, и с оксиликвити.
В сравнение с другите иницииращи вещества гърмящият живак има голям период на нарастване на скоростта на взривното превръщане и затова в малки количества (до 0.1 гр.) при запалване изгаря без взрив, но в по-големи количества, детонира. Скоростта на детонацията на гърмящия живак е 4850 m/s, а при максимална плътност 5600m
Иницииращата способност на гърмящия живак е достатъчно висока.
Граничният иницииращ заряд за бризантните ВВ е следният: 
за тротила - 0,36 гр. 
за тетрила - 0.29 гр.
Гърмящият живак се използва за приготвяне на капсулни (ударни и набождани) състави в патронните и запалковите капсул-възпламенители в смес с калиев хлорат КСІО3 и двуантимонов трисулфид Sb2S3. Съдържанието му в тези състави е от 25 до 50% при обща маса на състава в капсула от 0,015 до 0,075 гр.
До 1930-1933 г. гърмящият живак се е използвал самостоятелно или в смес с калиев хлорат в простите и комбинираните капсул-детонатори, а също и флегматизиран в детониращите шнурове самостоятелно или в смес с тетрил.
Понастоящем в артилерийските капсул-детонатори, той не се употребява поради голямата си чувствителност. По тази причина не се приготвят и детониращи шнурове с него. Капсул-детонаторите № 8 с гърмящ живак и тетрил се приготвят само за промишлени взривни работи.
Капсул-детонаторите, снаредени с гърмящ живак, се използват при различни условия, включително и при взривяване на горещи масиви, при които ВВ и останалите средства за взривяване се подлагат на въздействието на високи температури. При организиране на работите в такива условия е необходимо да се отчита безопасното време на въздействие на високите температури върху гърмящия живак.
Гърмящият живак, запресован под налягане 250-350 kgf/cm², при възпламеняване дава взрив, при който се проявява бризантен ефект и иницииращо действие. При по-високи налягания иницииращото действие на гърмящия живак отслабва. Чрез повишаване на налягането, гърмящият живак може да бъде доведен до състояние на "мъртво запресоване", т. е. до такова състояние, при което само се възпламенява от огнен лъч и изгаря, без да детонира и да предизвика взрив на вторичното ВВ. Различните изследователи, дават различни стойности на граничното налягане на пресоване, от 700 до 2000 kgf/cm²
Гърмящия живак, както и повечето живачни съединения, е отровен. По токсичност е равен на самия живак. Прахът  действа раздразнително на слизестите ципи на носа, очите и гърлото. Съприкосновението е влажен гърмящ живак, предизвиква раздразнение на кожата и заболявания, напомнящи мокра екзема.
Получаване:
Изходни продукти за получаването са метален живак, 62% на азотна киселини, 96% етилов алкохол. С цел, да се получи бял гърмящ живак, се добавят солна киселина и медни стружки. Стъпките са следните:
1) Разтваряне на живака в азотна к-на 
2) Получаване на суров гърмящ живак 
3) Филтруване и промиване
1) Живачният нитрат, се получава в хром-никелови съдове. Към киселината, на тънка струйка, се излива металният живак, който се разтваря в нея и към разтвора, се прибавя малко солна к-на (около 100 см.3) и медни стружки. Реакцията продължава няколко часа при температура 30 - 35 С.
2) За получаването на суровия продукт, се използват дебелостенни стъклени колби от 80 л.
В колбата, се излива, нагретият до 50 С алкохол и към него, се прибавя живачният нитрат.
След няколко минути, реакцията, започва, да протича бурно с отделяне на голямо количество топлина, която в края на процеса достига до 85 С. После, температурата спада и на дъното, се наслоява тежка утайка от гърмящ живак. При това, се отделят гъсти, бели взривни пари, състоящи се от алдехиди, кетони, СО2, мравчена к-на, вода, глиоксал, етилнитрат и др.
Освен основната реакция, паралелно вървят и около 10 странични, които образуват около 20 продукта, които са предимно в газообразно състояние.
3) Утайката от колбите, се пренася във вакуумфилтър, където се филтрува и отделя от матерния  р-р.
Промива се обилно с вода на външен апарат, докато остатъците от к-ни и примеси, се отделят напълно.
Промитият гърмящ живак, се събира в платнени торбички по 1 кг. и се съхранява в специални складове във вани с вода.
Сушенето и пресипването се извършват непосредствено преди снаредяването му.
Сушенето е във вакуум-сушилни шкафове, които се нагряват с вода до 50 С, до съдържание на влага между 0,62 - 0,03 % 
Пресява са в бронирани кабини с дистанционно управление.
Сухият и сортиран чрез пресяване продукт, се насипва в картонени кутии и се изпраща за снаредяване на капсули или в склада за временно съхранение.
Гърмящият живак, трябва, да бъде във вид на ситно-кристален бял прах, като се допуска сив оттенък.
Той трябва, да бъде промит до неутрална реакция и да не съдържа видими примеси.
Допускат се минимални количества от следните примеси:
живак, оксалова к-на, неразтворими в амоняк остатъци, влага.
Съдържанието на стъкло и пясък не се допуска.
Темп. на избухване не трябва, да е по-ниска от 150 С. 

## Употреба
Използва се в капсул-детонатори и капсул-възпламенители. В последно време гърмящият живак бива изместван от вещества, които са по-малко токсични и по-стабилни — оловен азид, оловен стифнат и тетразен.